# Allobatinae
Allobatinae – podrodzina płazów bezogonowych z rodziny Aromobatidae. 

## Zasięg występowania
Podrodzina obejmuje gatunki występujące na pacyficznych nizinach w Kolumbii i Ekwadorze oraz na północ i zachód Ameryki Centralnej do Nikaragui; w regionie Gujana i Amazonii (Brazylia, Boliwia, Peru, Ekwador, Kolumbia, Wenezuela, Gujana, Surinam i Gujana Francuska); również na Martynice.

## Podział systematyczny
Do podrodziny należą dwa rodzaje:
- Allobates Zimmermann & Zimmermann, 1988
- Dryadobates Grant, Lyra, Hofreiter, Preick, Barlow, Verdade & Rodrigues, 2025